# Chiesa di San Lussorio (Fordongianus)
La chiesa di San Lussorio è un edificio religioso situato a Fordongianus, centro abitato della Sardegna centrale.
Consacrata al culto cattolico, fa parte della parrocchia dei Santi Pietro e Archelao, arcidiocesi di Oristano.
La chiesa venne eretta nel XII secolo dai monaci Vittorini su una cripta paleocristiana.

## Galleria d'immagini

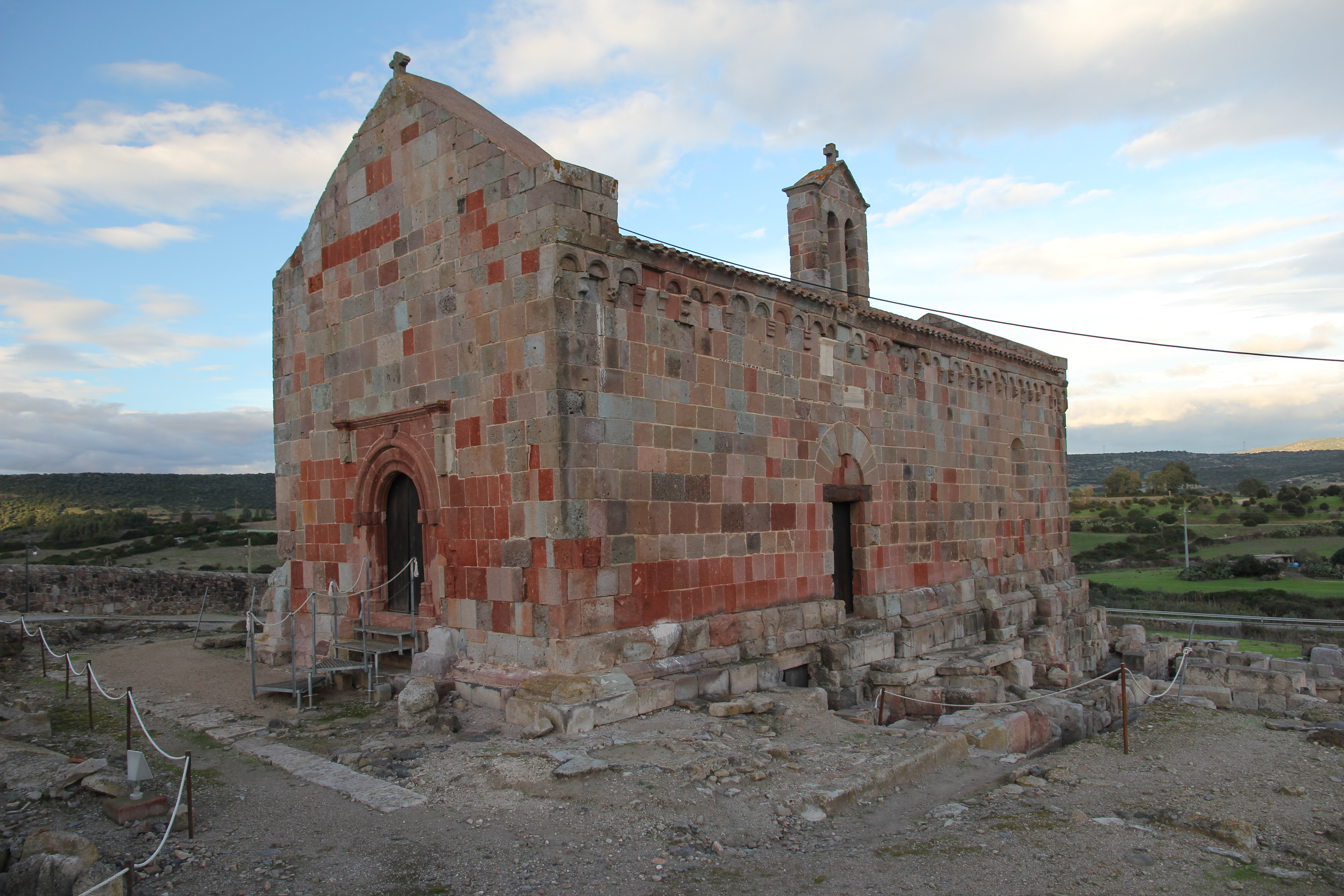
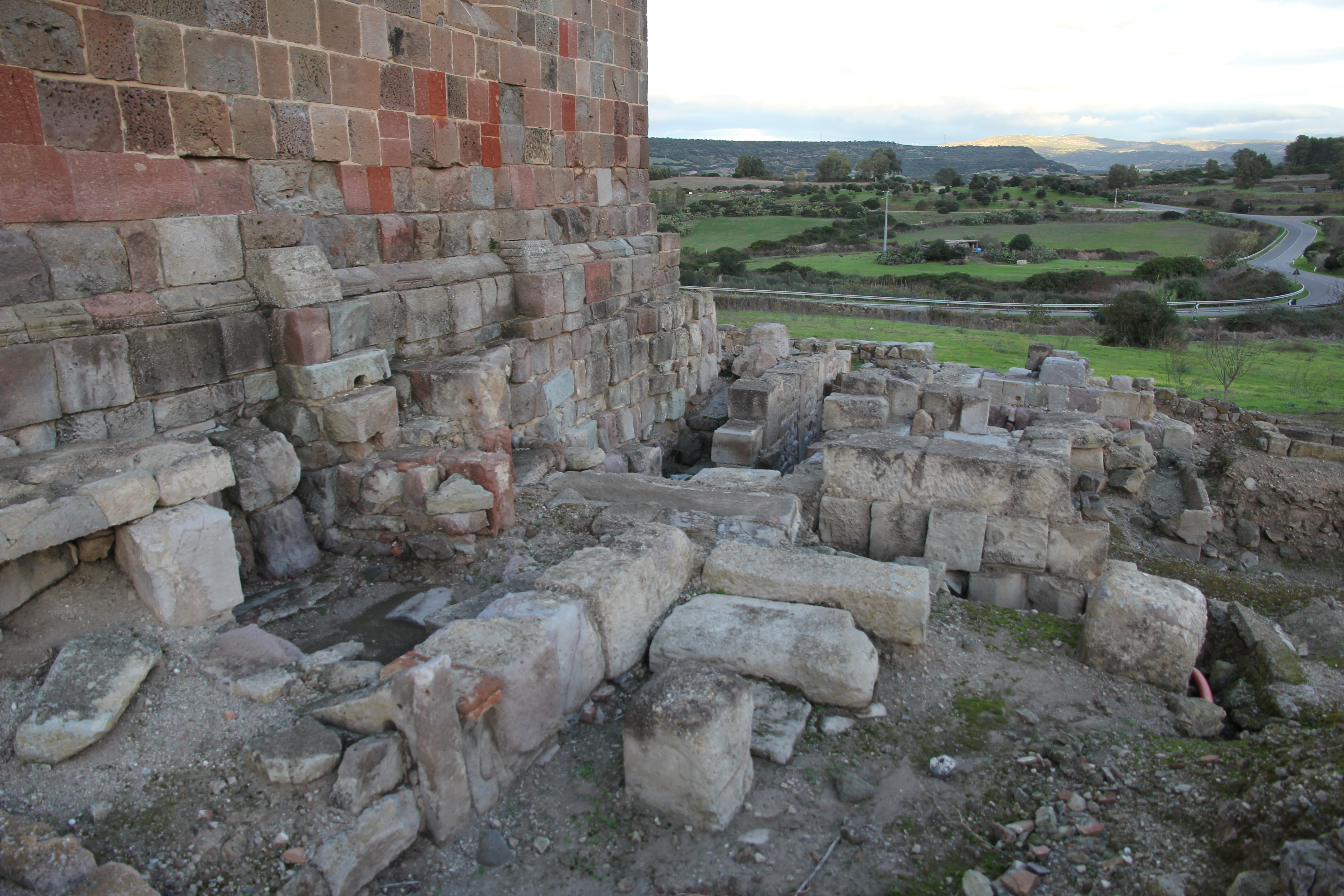
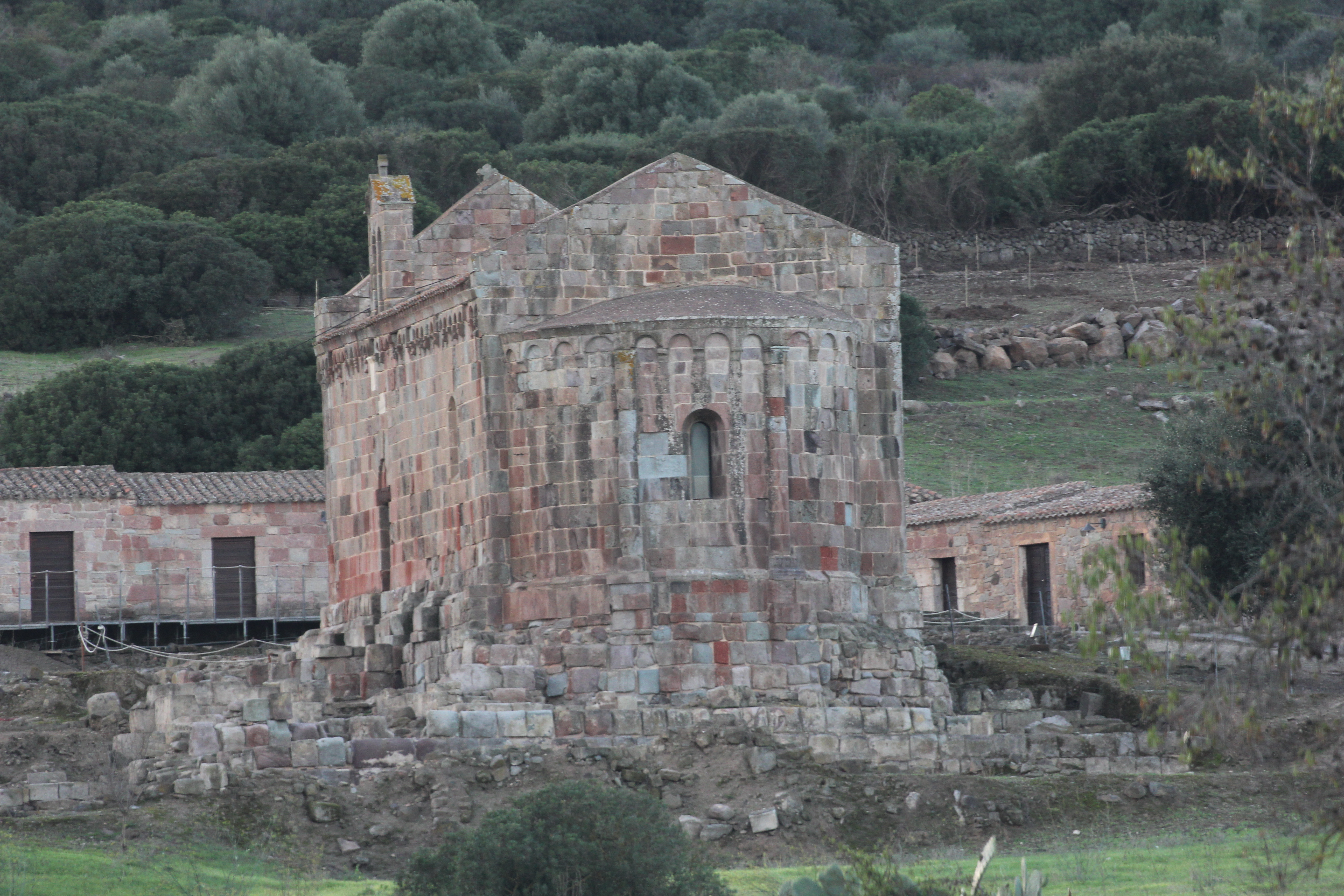
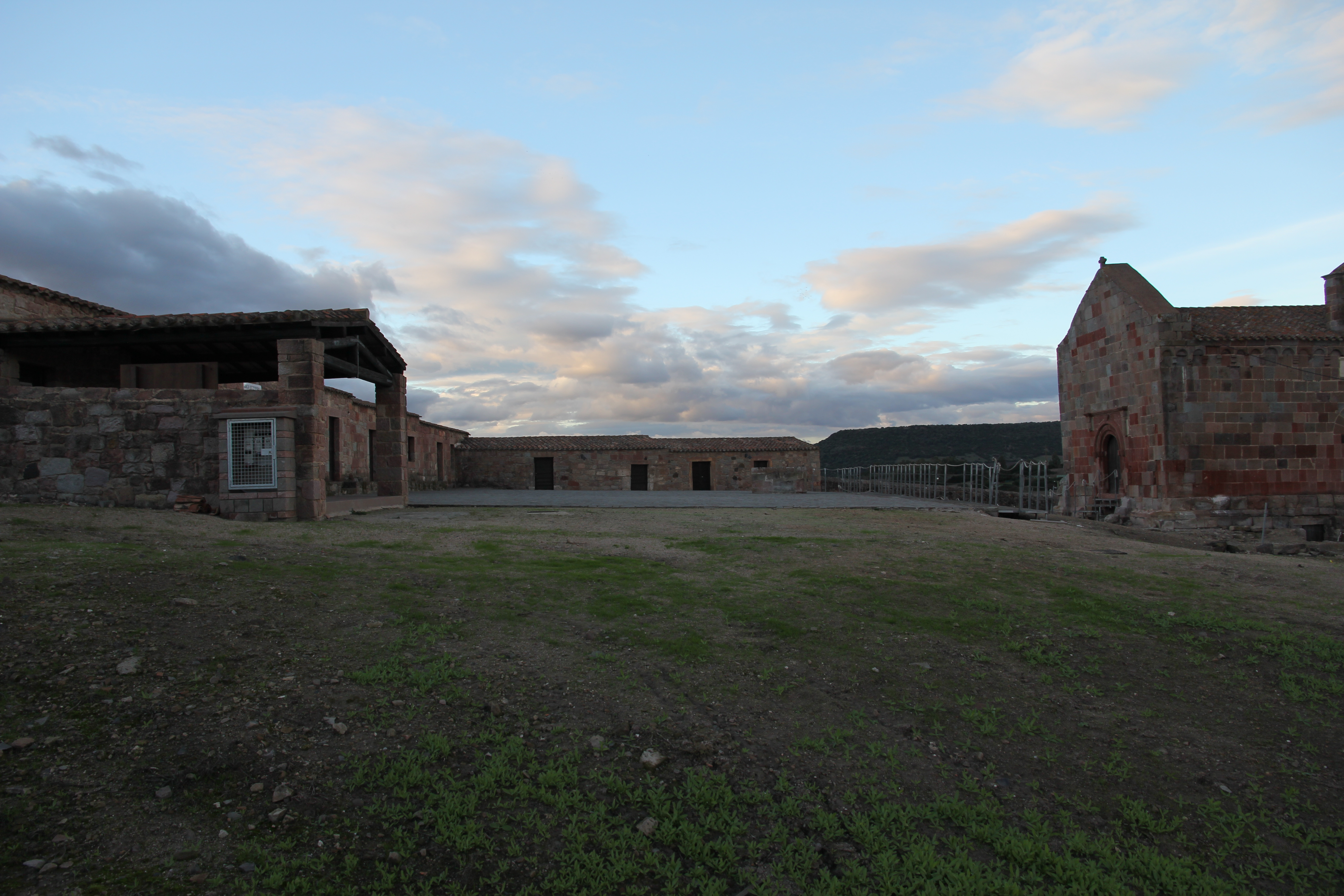